# Franciszek Barnert
Franciszek Barnert (ur. 10 sierpnia 1895 w Popradzie na Spiszu, zm. 11 września 1977, w Katowicach) – polski działacz niepodległościowy, żołnierz Polskiej Organizacji Wojskowej (POW), komisarz Głównego Komitetu Plebiscytowego Spisko-Orawskiego, księgowy Ministerstwa Skarbu, naczelnik wydziału Dyrekcji Urzędu Ceł w Mysłowicach, major Wojska Polskiego.

## Życiorys
Syn Alojzego i Anny z Kunschów. Po ukończeniu gimnazjum w Kieżmarku oraz szkoły kadetów wyruszył latem 1914 w Alpy, na front austriacko-włoski I wojny światowej, gdzie jako oficer (ostatecznie w stopniu porucznika) walczył do jesieni 1917 w szeregach armii austro-węgierskiej w lwowskim pułku piechoty Nr 30.
W latach 1918–1919 podjął tajną działalność wojskową na rzecz ponownego przyłączenia Doliny Popradu do odradzającej się Rzeczypospolitej Polskiej. Zorganizował własne oddziały wojskowe, których komendę oddał Polskiej Organizacji Wojskowej.
W latach 1919–1920 kierował konspiracyjną i jawną akcją polityczną na Spiszu. Był m.in. komisarzem Głównego Komitetu Plebiscytowego Spisko-Orawskiego w Nowym Targu, wydawał pismo propagandowe w języku niemieckim Zipser Freiheitsbote, wielokrotnie przekraczał zieloną granicę w Tatrach, ze Spiszu do Polski.
Po traktacie wersalskim osiadł na stałe w Polsce. Miał zakaz przybywania do Czechosłowacji. W 1921 ukończył na Akademii Handlowej w Krakowie studium ekonomiczne, a po zdanych egzaminach w Ministerstwie Skarbu, Rada Ministrów przyznała mu w 1931 pełne wykształcenie wyższe na zasadach veniam studiorum. W 1923 ożenił się z Ireną Pötz. W latach 1925–1929 pracował w Ministerstwie Skarbu, początkowo jako kontroler skarbowy, a potem jako księgowy.
W 1930 został przeniesiony na Śląsk. Objął funkcję naczelnika wydziału Dyrekcji Ceł w Mysłowicach, którą pełnił do początku września 1939. Wojsko Polskie nadało mu stopień majora, a jako naczelnik Dyrekcji Ceł otrzymał stopień generalski Straży Celnej. Często zastępował gen. J. Konarkiewicza. W razie wojny miał dowodzić wojskami WOP na południowej i południowo-zachodniej granicy kraju. W 1939 miał objąć placówkę Dyrekcji Urzędu Ceł w Gdańsku.
W latach 1939–1944 ukrywał się nad Balatonem i w Budapeszcie, gdzie utrzymywał kontakty z Rządem Londyńskim i pomagał jego kurierom. Oficjalnie pracował dla Węgierskiego Czerwonego Krzyża, gdzie prowadził rejestr polskich wojskowych, internowanych na Węgrzech. W 1941 brał udział w przerzucie Edwarda Rydza-Śmigłego z Rumunii na Węgry. W 1944 został pojmany przez Gestapo i początkowo przetrzymywany w areszcie na Szwabskiej Górze (wspólnie z Henrykiem Sławikiem). Potem przewieziony do obozu koncentracyjnego Flossenbürg w Bawarii, a ostatecznie do Zwickau, gdzie kierował komórką oporu (więzień Nr 29245). Po zbliżeniu się frontu zachodniego, w czasie ewakuacji obozu zainicjował udaną, kilkuosobową ucieczkę więźniów do lasów w Dolnych Sudetach w Czechosłowacji.
W okresie Polski Ludowej pracował dla Ministerstwa Górnictwa (lata 1947–1962). Został pochowany w Katowicach, przy ulicy Francuskiej. Był sympatykiem Kościoła Baptystów.

## Ordery i odznaczenia
- Krzyż Niepodległości (27 czerwca 1938)[5]
- Krzyż Kawalerski Orderu Odrodzenia Polski (27 listopada 1929)[6]
- Złoty Krzyż Zasługi